# 锡顿 (德文郡)
锡顿（Seaton）是英國英格蘭的一個海濱小鎮，位於英格蘭南海岸德文郡東部。現在這裡是一個度假地，旅遊業是當地的主要產業。 據2011年英國人口普查，西頓有人口8,413人。

## 友好城市
- 法國 蒂里阿库尔勒奥姆